# أفراهام أرنون
أفراهان أرنون ( العبرية : אברהם ארנון) (ولد عام 1887، توفي 24 مايو 1960) معلم إسرائيلي وحاصل على جائزة إسرائيل .

## حياته
ولد أبراهام أرنون في تشيريكاف في الإمبراطورية الروسية (الآن في بيلاروسيا ). انتقلت عائلته لاحقًا إلى مدينة بولوتسك، حيث حصل على تعليمه الابتدائي. وفي عام 1909 تم قبوله في المدرسة الثانوية للتجارة والاقتصاد في كييف في أوكرانيا. وفي عام 1914، وبعد تخرجه سافر إلى الولايات المتحدة والمملكة المتحدة لمواصلة دراساته في علم التربية.
ثم هاجر أرنون إلى فلسطين تحت الانتداب البريطاني، حيث أصبح من أوائل المعلمين الأكاديميين في البلاد.

## مهنته التربوية

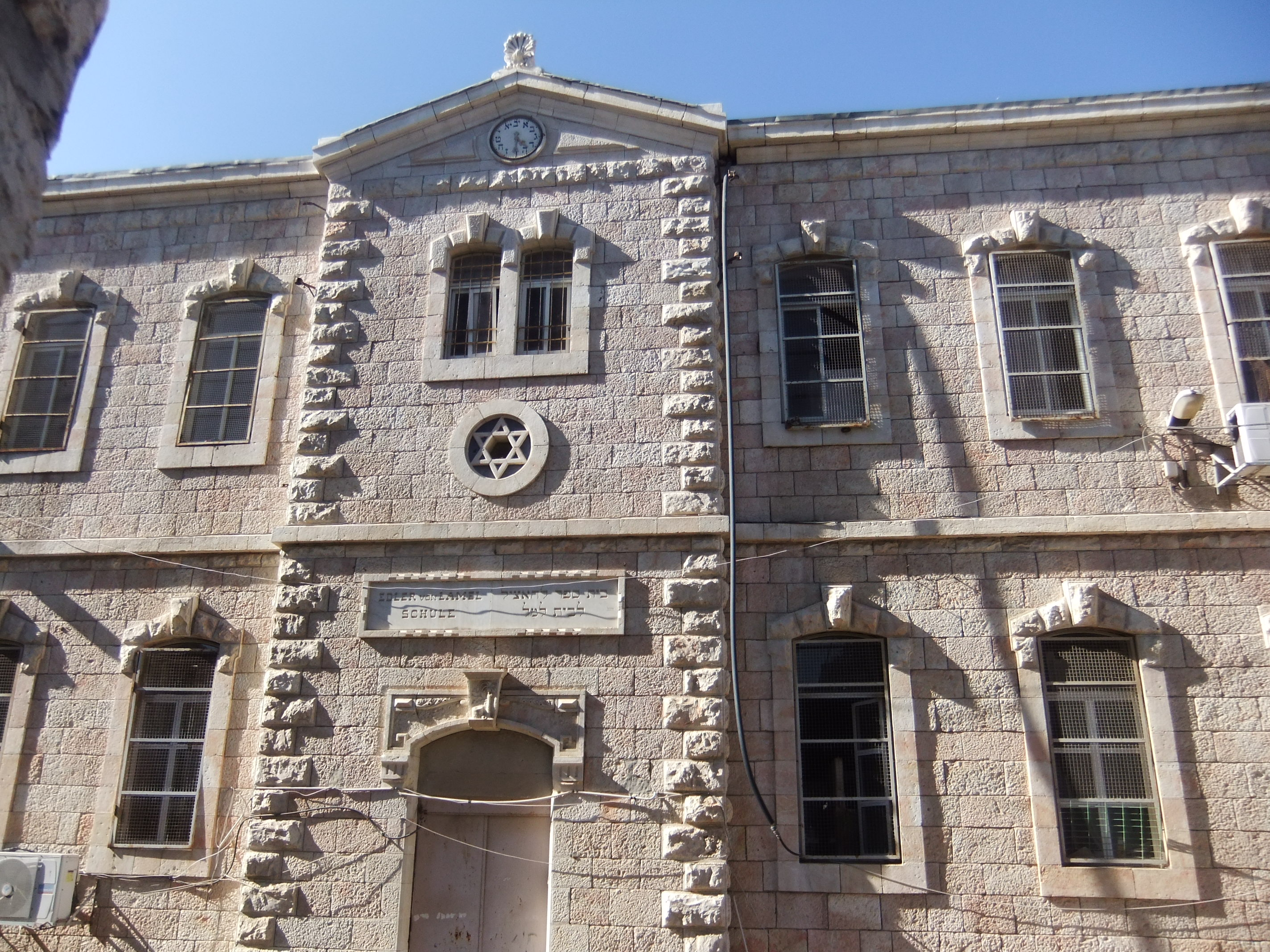
واجهة مدرسة لاميل القدس

درّس الجغرافيا والرياضيات لمدة 17 عامًا في مدارس تل أبيب والقدس، وكان مدير مدرسة لاميل في حي زخرون موشيه في القدس من 1920 إلى 1930. خلال هذه الفترة، نشط أيضًا في نقابة المعلمين وانتخب رئيسًا للجنتها المركزية. تم تعيينه مفتشاً مدرسياً عام 1930.
وبعد إقامة دولة إسرائيل في مايو عام 1948، تم تعيينه رئيسا للمفتشين في نظام المدارس الحكومية ثم عين نائبًا لمدير وزارة التربية والتعليم والثقافة في عهد الوزير زلمان شزار .
واستمر حتى تقاعده في الخدمة في العديد من المناصب العامة الرئيسية في مجال التعليم الحكومي، بما في ذلك كبير المفتشين العموم من 1954 إلى 1955.

## الجوائز والتقدير
- في عام 1960 ، حصل أرنون على جائزة إسرائيل في التعليم، [2] قبل وفاته بوقت قصير.
- سميت مدرسة «أرنون» في رمات غان وتل أبيب باسمه.